# IMAPI
IMAPI (Image Mastering API) ist eine Programmierschnittstelle in allen Windows-Versionen ab Windows XP zum Schreiben auf optische Datenträger.
Mit IMAPI war es erstmals möglich, ohne Programme von Drittanbietern (z. B. dem zur damaligen Zeit äußerst populären Nero Burning ROM) beschreibbare optische Datenträger zu beschreiben. Der Windows-Explorer unterstützte hierbei das Erstellen von Daten-CDs, der Windows Media Player machte ebenfalls von der IMAPI Gebrauch, um Audio-CDs erstellen zu können.
Die erste Version, IMAPI 1.0, unterstützte ausschließlich das Beschreiben von CD-Rohlingen. IMAPI 2.0 wurde mit Windows Vista eingeführt und ermöglichte auch das Beschreiben von DVD-Rohlingen. Auf Druck der Geräteindustrie veröffentlichte Microsoft ein Update, das IMAPI 2.0 auch auf Windows XP installierte. Wenig später erschien das Windows Feature Pack for Storage, das Windows XP und Windows Vista um die Unterstützung von Blu-ray-Rohlingen erweiterte. Windows 7 enthält diese Unterstützung standardmäßig.
IMAPI 1.0 war als Windows-Systemdienst implementiert. IMAPI 2.0 ist stattdessen eine Bibliothek (DLL-Datei), die bei Bedarf aufgerufen werden kann.